# 勝安航空185號班機空難

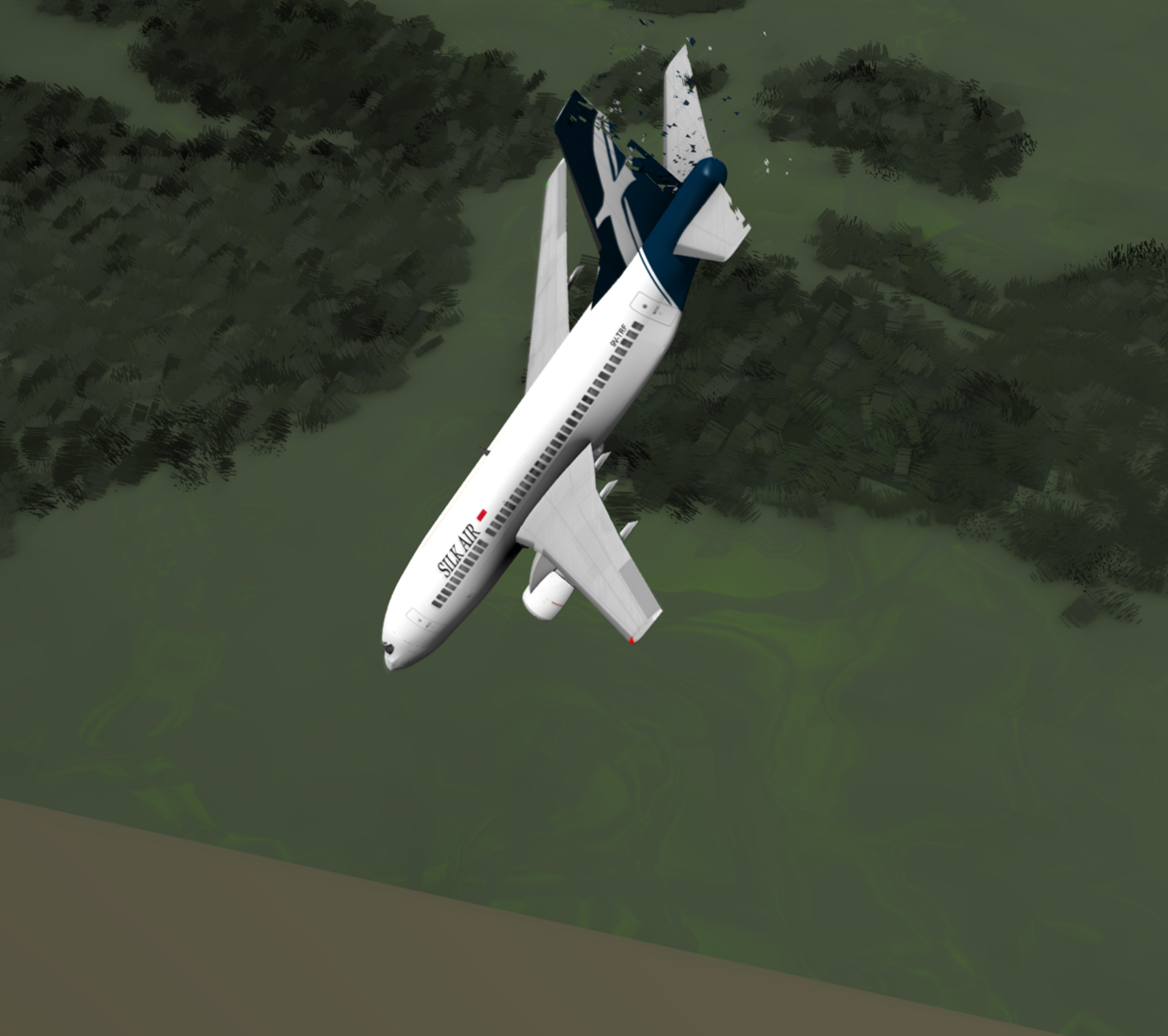
电脑模拟的185号班机坠毁时的情境

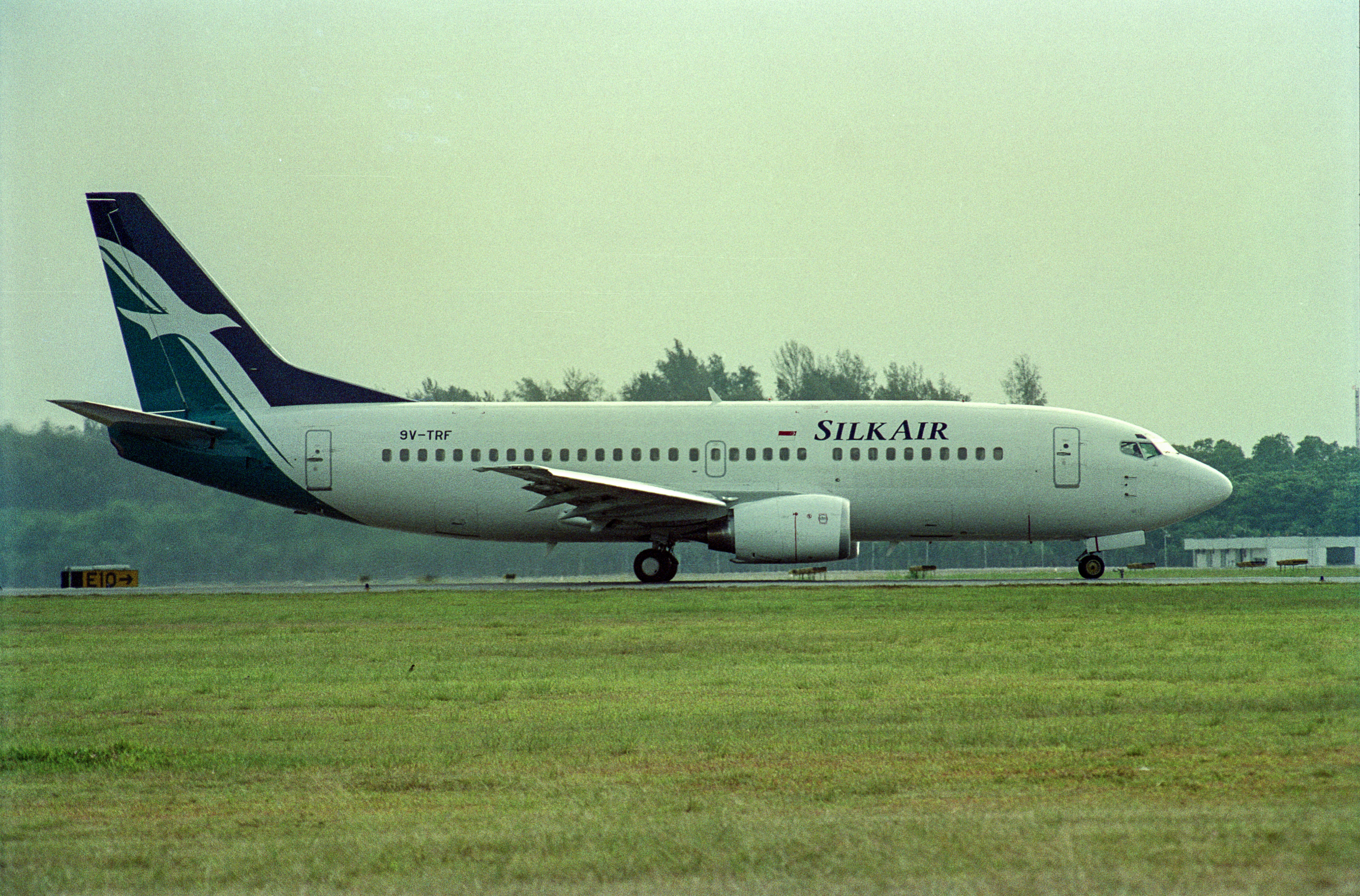
9V-TRF，涉事飞机，1997 年 5 月在樟宜机场

勝安航空185號班機是由胜安航空运营，从印尼雅加達蘇加諾-哈達國際機場飞往新加坡樟宜機場的定期国际航班。1997年12月19日，一架注册編號为9V-TRF的波音737-36N客機執飞此航班时，在巡航时突然超高速俯衝，空中机体部分解体后，墜毀於印尼的穆西河中，機上104人無人生還。

## 墜毀經過
當天，185號班機上載有97名旅客和7名機組人員，包含41歲的新加坡籍機長朱卫民及23歲的紐西蘭籍副機師邓肯·沃德（Duncan Ward）。失事飛機於當地時間15時37分從印度尼西亞雅加達的蘇加諾-哈達國際機場起飛，15時53分，飛機爬升至設定高度35,000呎高空。雷达显示，16時12分，飛機突然從正常飞行高度急速翻滚下墜，飞行速度超过了音速，1分鐘後在空中解體，并最終撞击於穆西河靠近蘇門答臘巨港的地方。
客機在撞击前解体，殘骸散落在方圓數公里的範圍，主要散布在穆西河底长80米宽60米的区域。由于撞击剧烈，加之河流冲刷，没有找到完整的机上人员遗骸，最后仅有6人可以通过遗骸残片确认身份。

## 機上人員
| 國籍       | 乘客 | 機組 | 合計 |
| ---------- | ---- | ---- | ---- |
| 新加坡     | 40   | 6    | 46   |
| 印度尼西亞 | 23   | 0    | 23   |
| 马来西亚   | 10   | 0    | 10   |
| 美国       | 5    | 0    | 5    |
| 法國       | 5    | 0    | 5    |
| 德国       | 4    | 0    | 4    |
| 英国       | 3    | 0    | 3    |
| 日本       | 2    | 0    | 2    |
|            | 1    | 0    | 1    |
| 奥地利     | 1    | 0    | 1    |
| 印度       | 1    | 0    | 1    |
| 中華民國   | 1    | 0    | 1    |
|            | 1    | 0    | 1    |
| 新西兰     | 0    | 1    | 1    |
| 總計       | 97   | 7    | 104  |

## 事故分析
墜機之後，調查由印尼的國家運輸安全委員會（NTSC）負責調查。由於涉事飛機波音737-36N由美國生產，美國國家運輸安全委員會（NTSB）亦介入調查。
有73%的飞机残骸被找到，其中包括黑匣子，但調查員發現，機上的黑匣子於飛機墜毀前就已經停止工作，因此事故发生时的细节没有被记录，難以確認意外發生原因。調查顯示，語音紀錄器（CVR）於飛機墜毀前8分鐘停止工作；而飛行資料記錄器（FDR）則於墜毀前兩分鐘停止工作。隨後，飛機便突然往下俯衝直至墜毀。至於為何黑盒會停止工作，則沒法查證。NTSB认为，黑匣子在由于电路故障而停止运作时，驾驶舱的对应断路器会弹出，同时会发出特殊的声响。但是录音中却没有出现。因此被认为是人为拔出断路器而关闭。
由於缺少黑盒数据，調查非常困難。印尼當局只能從飛機殘骸中找到有限的線索。經過漫長的調查，NTSC仍找不到具體失事原因。因此，在印尼NTSC的報告中，只能以「原因不明」作為结论。
美國国家运输安全委员会（NTSB）也参与了调查，他们的报告认为“失事原因是有人蓄意操控飞机坠毁，此人极有可能是機長”。調查發現該名機長在1997年下半年的工作上曾遭受過挫折；而他近来在股票上亏损大约100万美元。加上飛機的黑盒在墜毀前可能是被關掉這一點，因此，NTSB認為，這是一次蓄意墜毀飛機的事件。NTSB提出了以下的幾點原因：
- 没有发现机械故障导致坠机的证据。

- 事故可以用人为操控来解释
  - 飛機下墜路徑與駕駛室飛行控制系統的輸入吻合；
  - 證據顯示黑盒是有意被關閉；
  - 配平作动系统显示水平安定面的位置处于极端向下的位置
  - 控制飛機下坠的操作更可能是機長所为。

死者家屬提出185號可能是因為如聯航585同樣的尾舵故障而造成失事，甚至也控告尾舵製造商Parker Hannifin，也提出相關證據，但由於這次失事原因涉及很多爭議性，最後仍未有一個具體及統一的事故調查報告。但無論如何，尾舵製造商Parker Hannifin最後还是賠償了這次事故中的受害者家屬4,360萬美元。
截至2022年，一直都未能找到任何其他確鑿的證據可以釐清事故真正原因。
第十二季空中浩劫播出勝安185事件時描述此空難可能是機長人為操控墜毀，且並未採納任何控告Parker Hannifin的原告律師團的任何證據（如該機黑盒子先前即有自動失效紀錄），劇中亦表示有調查185班機的PCU，但是僅調查PCU內無汙染即將尾舵故障的可能排除，但如聯航585同樣的尾舵故障的主因並非汙染，而是PCU在經歷極端溫差時，系統可能就會被卡住而發生故障。

## 事故之後
进入21世纪后，勝安航空的機隊逐渐以空中巴士的飛機為主；但在2012年，勝安已決定與波音購買多架波音737-800与波音737MAX-8以取代A320-200客機。2017年，胜安航空正式接收首架波音737MAX-8，但在2019年埃塞俄比亚航空302号班机空难发生后，胜安航空紧急下令停飞旗下全部波音737MAX-8。2021年，胜安航空被新加坡航空并购，结束了其商业运营。胜安航空旗下的波音737，亦归新加坡航空所有。
此次事故之调查经过被制作成纪录片SilkAir 185: Pilot Suicide?，以及《空中浩劫》第12季第4集「Pushed to the Limit」。
當時還是中學生的新加坡歌手林俊傑的一位女性友人在此事件罹難。因此其在第10張個人專輯《因你而在》中，以自己的相關情感經歷為靈感，創作了單曲《修煉愛情》，並將此故事改編入MV劇情中，以緬懷該位友人。